# Galda de Jos
Galda de Jos – wieś w Rumunii, w okręgu Alba, w gminie Galda de Jos. W 2011 roku liczyła 2006 mieszkańców.